# Xalpuente
Xalpuente är en ort i Mexiko.   Den ligger i kommunen Tetela de Ocampo och delstaten Puebla, i den sydöstra delen av landet, 150 km öster om huvudstaden Mexico City. Xalpuente ligger 1 793 meter över havet och antalet invånare är 214.
Terrängen runt Xalpuente är kuperad åt sydost, men åt nordväst är den bergig. Runt Xalpuente är det ganska tätbefolkat, med 65 invånare per kvadratkilometer. Närmaste större samhälle är Zaragoza, 19,3 km sydost om Xalpuente. I omgivningarna runt Xalpuente växer i huvudsak städsegrön lövskog.